# ISEFAC Bachelor
De ISEFAC Bachelor is een Belgische en Franse Franstalige hogeschool.
De school is in 2000 opgericht en levert Bachelor of Business Administration. ISEFAC bevindt zich in 7 steden in Frankrijk en Brussel.

## Universiteitscursus
Gedurende 3 jaar ontvangen studenten van de ISEFAC-bachelor algemene opleiding op het gebied van management. Het curriculum omvat ook 12 maanden training.
Vier specialisaties worden aangeboden op het gebied van evenementen, sport, luxe, mode, design, e-sports, videogames, communicatie en sociaal netwerk.